# سیرابا دمبله پاولوویچ
سیرابا دمبله پاولوویچ (فرانسوی: Siraba Dembélé Pavlović‎؛ زادهٔ ۲۸ ژوئن ۱۹۸۶) بازیکن هندبال اهل فرانسه است.